# Stazione di Poggio Rusco
Stazione di Poggio Rusco vasútállomás Olaszországban, Lombardia régióban, Poggio Rusco településen.

## Vasútvonalak
Az állomást az alábbi vasútvonalak érintik:
- Verona–Bologna-vasútvonal
- Suzzara–Ferrara-vasútvonal

## Kapcsolódó állomások
A vasútállomáshoz az alábbi állomások vannak a legközelebb:
- Stazione di Ostiglia (2008)
- Stazione di Mirandola
- Stazione di Ostiglia (1911)
- Stazione di Schivenoglia (Stazione di Suzzara, Suzzara–Ferrara-vasútvonal)
- Stazione di Magnacavallo (Stazione di Ferrara, Suzzara–Ferrara-vasútvonal)